# クリスティン・ズコウスキー
クリスティン・ズコウスキー（英語: Christine Zukowski、1989年8月9日 - ）は、アメリカ合衆国ペンシルベニア州フィラデルフィア出身の女性元フィギュアスケート選手。2006年世界ジュニア選手権3位。

## 経歴
ペンシルベニア州フィラデルフィアに生まれた。5歳のときにリレハンメルオリンピックを見てスケートを始めたという。2004年全米選手権ノービスクラスで優勝。2004-2005年シーズンからISUジュニアグランプリに参戦を果たした。
2005-2006年シーズン、ISUジュニアグランプリのJGPアンドラ杯で2位、JGPクロアチア杯で3位となりJGPファイナルへ初進出したものの6位に終わった。2006年全米選手権にはシニアクラスで出場し6位となり、シニアクラスの2006年四大陸選手権とジュニアクラスの世界ジュニア選手権代表に初選出された。2006年四大陸選手権では10位に終わったものの、世界ジュニア選手権では3位となり初出場ながらメダルを獲得した。
2006-2007年シーズンからシニアクラスに転向し、ISUグランプリシリーズのエリック・ボンパール杯とNHK杯に出場。2007年全米選手権では10位に終わった。
2008年、背中の怪我などを理由にアマチュアからの引退、およびテンプル大学への進学を表明した。

## 主な戦績
| 大会/年         | 2004-05 | 2005-06 | 2006-07 |
| --------------- | ------- | ------- | ------- |
| 四大陸選手権    |         | 10      |         |
| 全米選手権      | 2 J     | 6       | 10      |
| GPNHK杯         |         |         | 5       |
| GPエリック杯    |         |         | 7       |
| 世界Jr.選手権   |         | 3       |         |
| JGPファイナル   |         | 6       |         |
| JGPクロアチア杯 |         | 3       |         |
| JGPアンドラ杯   |         | 2       |         |
| JGPハルビン     | 5       |         |         |

- J = ジュニアクラス

### 詳細
| 2006-2007 シーズン     |                                                      |         |          |           |
| 開催日                 | 大会名                                               | SP      | FS       | 結果      |
| 2007年1月21日-28日     | 全米フィギュアスケート選手権（スポケーン）           | 7 54.30 | 15 76.76 | 10 131.06 |
| 2006年11月30日-12月3日 | ISUグランプリシリーズ NHK杯（長野）                  | 7 44.32 | 4 83.62  | 5 127.94  |
| 2006年11月16日-19日    | ISUグランプリシリーズ エリック・ボンパール杯（パリ） | 6 47.04 | 7 76.55  | 7 123.59  |

| 2005-2006 シーズン  |                                                              |         |         |          |           |
| 開催日              | 大会名                                                       | 予選    | SP      | FS       | 結果      |
| 2006年3月6日-12日   | 2006年世界ジュニアフィギュアスケート選手権（リュブリャナ）   | 2 76.20 | 3 51.37 | 4 83.77  | 3 135.14  |
| 2006年1月23日-28日  | 2006年四大陸フィギュアスケート選手権（コロラドスプリングス） | -       | 9 46.43 | 10 84.99 | 10 131.42 |
| 2006年1月7日-15日   | 全米フィギュアスケート選手権（セントルイス）                 | -       | 6 51.01 | 5 100.22 | 6 151.23  |
| 2005年12月24日-27日 | 2005/2006 ISUジュニアグランプリファイナル（オストラバ）      | -       | 6 43.88 | 7 82.59  | 6 126.47  |
| 2005年10月6日-9日   | ISUジュニアグランプリ クロアチア杯（ザグレブ）               | -       | 2 47.47 | 3 77.25  | 3 124.72  |
| 2005年9月8日-11日   | ISUジュニアグランプリ アンドラ杯（カニーリョ）               | -       | 2 47.21 | 1 93.93  | 2 141.14  |

| 2004-2005 シーズン |                                            |         |         |          |
| 開催日             | 大会名                                     | SP      | FS      | 結果     |
| 2004年9月16日-19日 | ISUジュニアグランプリ ハルビン（ハルビン） | 5 38.23 | 6 72.45 | 5 110.68 |